# Torre de Marata
La Torre de Marata és un casal fortificat i emmurallat, d'estil gòtic, en el qual destaca la torre de defensa. Està situat al veïnat de Marata, en el municipi de Maçanet de la Selva.

## Història

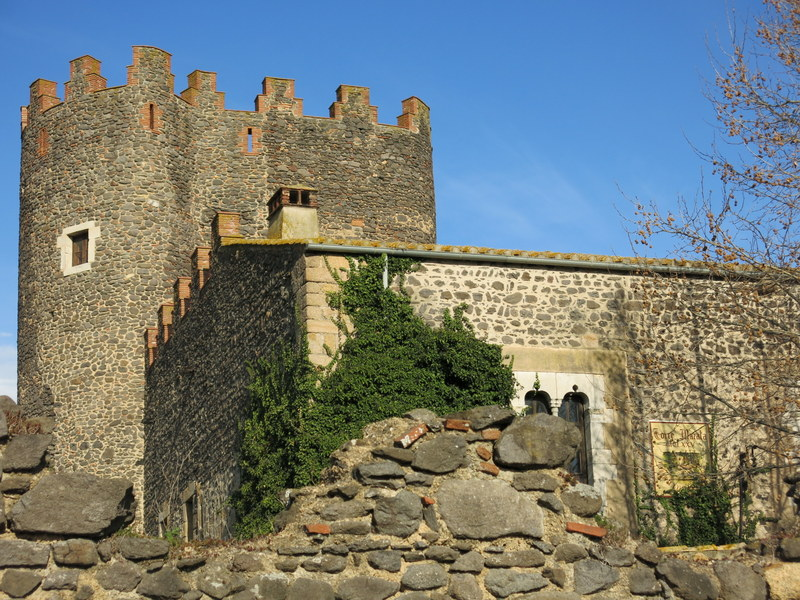
Torre de Marata

No se sap la data de construcció de la fortificació. La primera notícia documentada de la família Marata és de l'any 1287, quan s'emparentà amb els Cartellà. Pertanyia a Alemanda de Cartellà, germana de Bernat III de Cartellà i de Sant Vicenç i casada amb Ramon de Marata, de qui l'edifici va prendre el nom. Aquest ha estat el nom que s'ha mantingut fins avui dia, tot i haver canviat de propietaris durant segles. Així, l'edifici passà per diverses famílies nobles com la dels ducs d'Híjar i el comte d'Aranda.
El 1462 n'era el senyor Francí Miquel, feudatari del bisbe de Girona Margarit. Des del segle xix esdevindrà un mas de pagès. La torre fou mig destruïda per un llamp l'any 1880 i el 1923 un gran incendi afectà el pis superior de la casa, que devia servir de pallissa i graner.

## Edifici
Edifici fortificat i emmurallat, de planta quadrada amb una gran torre de defensa de forma allargada i els angles arrodonits, amb espitlleres i petites obertures rectangulars. A més, un fossat, una presó, una petita capella i altres dependències, que ara són cases distintes, formen el conjunt de Marata. Pel que fa a la casa, és de coberta parcialment terrassada i parcialment amb vessant a façana. Això és degut a l'incendi de 1923; en la restauració, es perdé part de la terrassa superior i un matacà defensiu. Part de la muralla emmerletada és doble.
Les obertures de la planta baixa són la porta principal de doble arc de mig punt amb dovelles petites, les dues finestres de cada costat de l'accés principal, amb senzills marcs de pedra i les espitlleres també emmarcades de pedra arran de terra. El primer pis presenta tres grans finestrals gòtics geminats amb columna i capitell i llinda conopial, la resta està formada per espitlleres.
Situada davant la façana, al cantó dret, es troba una capella dedicada a Santa Anna, de nau rectangular i amb un absis de mig punt, que va ser restaurada després de la destrucció que patí el 1880 en caure-hi un llamp. La capella data de finals del segle xvi (1594) i fins al segle xix estava oberta al culte. Fou abandonada a principis del segle XX i recuperada durant la restauració general dels anys vuitanta.
Actualment es troba en bon estat de conservació però l'interior no es pot visitar per ser una propietat particular.
Pel que fa a la datació, en general tot el conjunt, tant pels elements que el componen com per l'aparell, és atribuïble al segle xv, dins un gòtic tardà.